# Brockhall Village
Brockhall Village – wieś w Anglii, w hrabstwie Lancashire, w dystrykcie Ribble Valley. Leży 43 km na północ od miasta Manchester i 302 km na północny zachód od Londynu.